# 条形码

128B規格條碼，可掃描出Wikipedia字樣

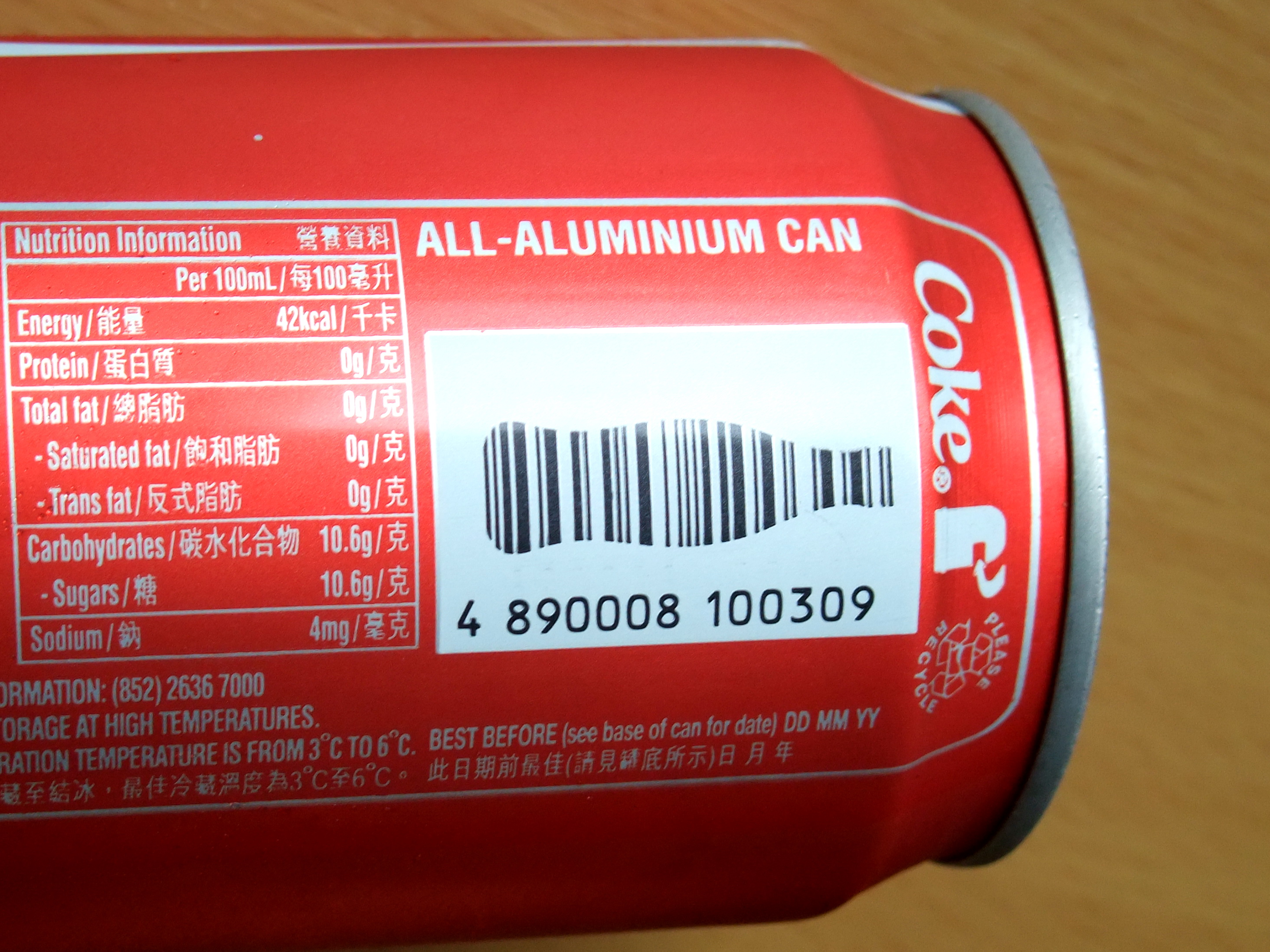
可口可樂的條碼造型為瓶身曲線

条形码或稱条码（英語：barcode），是将宽度不等的多个黑条和空白，按照一定的编码规则排列，用以表达一组信息的图形标识符。常见的条形码是由反射率相差很大的黑条（简称条）和白条（简称空）排成的平行线图案。条形码可以标出物品的生产国、制造厂家、商品名称、生产日期、图书分类号、邮件起止地点、类别、日期等信息，因而在商品流通、图书管理、邮政管理、银行系统等许多领域都得到了广泛的应用。

## 条码的识别原理
要将按照一定规则编译出来的条形码转换成有意义的信息，需要经历扫描和译码两个过程。物体的颜色是由其反射光的类型决定的，白色物体能反射各种波长的可见光，黑色物体则吸收各种波长的可见光，所以当条形码扫描器光源发出的光在条形码上反射后，反射光照射到条码扫描器内部的光电转换器上，光电转换器根据强弱不同的反射光信号，转换成相应的电信号。根据原理的差异，扫描器可以分为光笔、CCD、激光三种。电信号输出到条码扫描器的放大电路增强信号之后，再送到整形电路将模拟信号转换成数字信号。白条、黑条的宽度不同，相应的电信号持续时间长短也不同。然后译码器通过测量脉冲数字电信号0、1的数目来判别条和空的数目，通过测量0、1信号持续的时间来判别条和空的宽度。此时所得到的数据仍然是杂乱无章的，要知道条形码所包含的信息，则需根据对应的编码规则（例如：EAN-8码），将条形符号换成相应的数字、字符信息。最后，由计算机系统进行数据处理与管理，物品的详细信息便被识别了。

### 条形码的扫描

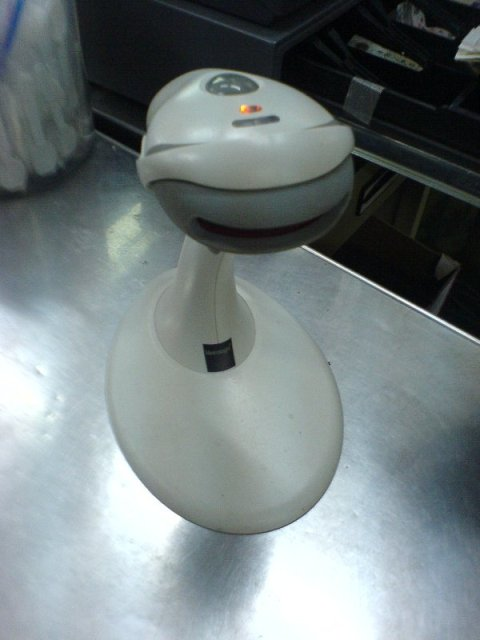
条形码扫描仪

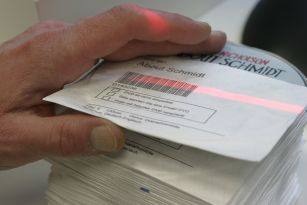
掃描中的條碼

条形码的扫描需要扫描器，扫描器利用自身光源照射条形码，再利用光电转换器接受反射的光线，将反射光线的明暗转换成数字信号。不论是采取何种规则印制的条形码，都由静区、起始字符、数据字符与终止字符组成。有些条码在数据字符与终止字符之间还有校验字符。
- 静区：顾名思义，不携带任何信息的区域，起提示作用。
- 起始字符：第一位字符，具有特殊结构，当扫描器读取到该字符时，便开始正式读取代码了。
- 数据字符：条形码的主要内容。
- 校验字符：检验读取到的数据是否正确。不同编码规则可能会有不同的校验规则。
- 终止字符：最后一位字符，一样具有特殊结构，用于告知代码扫描完毕，同时还起到只是进行校验计算的作用。

为了方便双向扫描，起止字符具有不对称结构。因此扫描器扫描时可以自动对条码信息重新排列。
条码扫描器有光笔、CCD、激光三种：
- 光笔：最原始的扫描方式，需要手动移动光笔，并且光筆筆尖部分需要与条形码直接接触。
- CCD：以CCD作为光电转换器，LED作为发光光源的扫描器。在一定范围内，可以实现自动扫描。并且可以阅读各种材料、不平表面上的条码，成本也较为低廉。但是与激光式相比，扫描距离较短。
- 激光：以激光作为发光源的扫描器。又可分为线型、全角度等几种。
  - 线型：多用于手持式扫描器，范围远，准确性高。
  - 全角度：多为卧式，自动化程度高，在各种方向上都可以自动读取条码。

### 条码的优越性

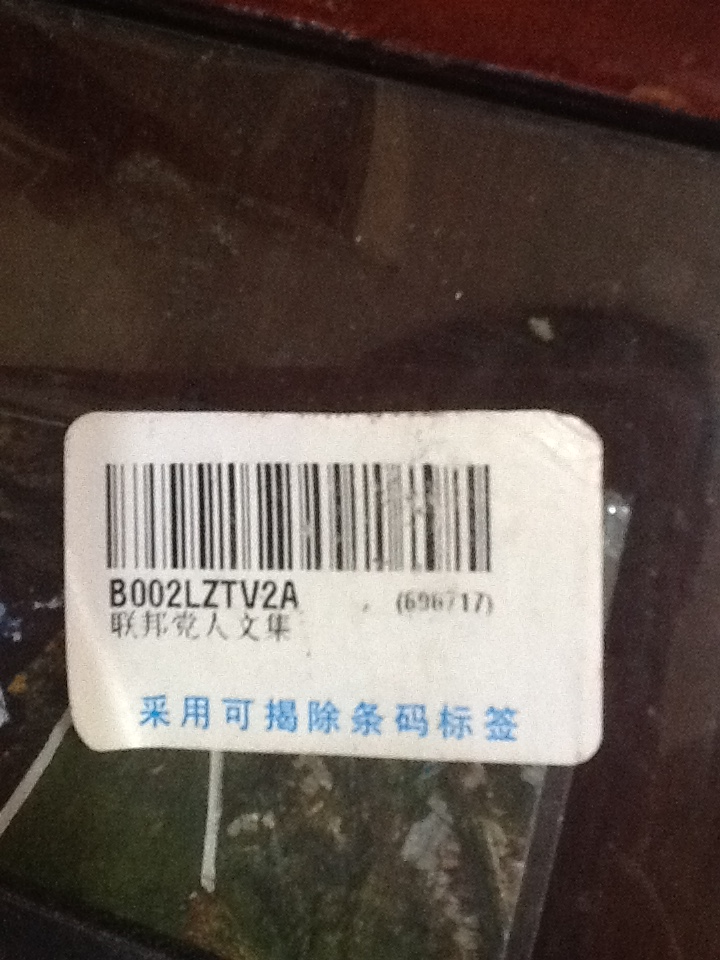
可揭除的條碼

- 可靠性强。条形码的读取准确率远远超过人工记录，平均每15000个字符才会出现一个错误。
- 效率高。条形码的读取速度很快，相当于每秒40个字符。
- 成本低。与其它自动化识别技术相比较，条形码技术仅仅需要一小张贴纸和相对构造简单的光学扫描仪，成本相当低廉。
- 易于制作。条形码的编写很简单，制作也仅仅需要印刷，被称作为「可印刷的计算机语言」。
- 易于操作。条形码识别设备的构造简单，使用方便。
- 灵活实用。条形码符号可以手工键盘输入，也可以和有关设备组成识别系统实现自动化识别，还可和其他控制设备联系起来实现整个系统的自动化管理。

## 条形码的发展歷史
- 1949年美国人諾曼·伍德蘭[1]（Norman Joseph Woodland）和伯纳德·西尔弗（Bernard Silver）申请了用于食品自动识别领域的环形条形码（公牛眼）。
- 1963年在1963年10月号《控制工程》杂志上刊登了描述各种条形码技术的文章。
- 1967年美国辛辛那提的一家KROGER超市首先使用条形码扫描器。
- 1969年比利时邮政业采用用荧光条形码表示信函投递点的邮政编码。
- 1970年美国成立UCC；美国邮政局采用长短形条形码表示信函的邮政编码。
- 1971年欧洲的一些图书馆采用Plessey码。
- 1972年美国人蒙那奇·马金（Monarch Marking）研制出库德巴码，同年交叉25码被开发出来。
- 1973年美国统一编码协会（简称UCC）在IBM公司的条码系统基础上建立了通用产品代码（UPC）系统，并且实现了该码制标准化。
- 1974年美国Intermec公司的戴维·阿利尔（Davide·Allair）博士研制出39码。
- 1977年欧洲共同体在UPC-A基础上制定出欧洲物品编码EAN-13码和EAN-8码，签署了歐洲商品編碼（EAN）协议备忘录，並且成立了欧洲物品编码协会。
- 1978年日本在EAN的基础上开发出日本商品條碼（JAN）。
- 1980年美国国防部采纳39码作为军事编码。
- 1981年欧洲物品编码协会改组为国际物品编码协会（IAN）；实现自动识别的条形码译码技术；128码被推荐使用。
- 1982年手持式激光条形码扫描器实用化；美国军用标准military标准1189被采纳；93码开始使用。
- 1983年美国制定了ANSI标准MH10.8M，包括交叉25码、39码和库德巴码。
- 1987年美国人David Allairs博士提出49码。
- 1988年可见激光二极管研制成功；美国的Ted Willians提出适合激光系统识读的16K码。
- 2005年EAN更名為GS1。

## 條碼類型

### 線性條碼
第一代，“一维”的条码是由线条和空间的各种宽度，创建特定的模式。
| 例如 | 符號                                                                                         | Continuous or discrete | 條紋寬度      | 用途                                                                                                |
| ---- | -------------------------------------------------------------------------------------------- | ---------------------- | ------------- | --------------------------------------------------------------------------------------------------- |
|      | 澳大利亞郵政條碼                                                                             | Discrete               | 4 bar heights | 一個澳大利亞郵政條碼作為一個商業上的答复付費信封。                                                  |
|      | Codabar                                                                                      | Discrete               | Two           | 在圖書館和血庫和airbills使用的舊格式（過時）                                                        |
|      | Code 25 – Non-interleaved 2 of 5                                                             | Continuous             | Two           | 產業                                                                                                |
|      | Code 25 – Interleaved 2 of 5                                                                 | Continuous             | Two           | 批發，圖書館國際標準ISO / IEC 16390                                                                 |
|      | Code11                                                                                       | Discrete               | Two           | 電話（過時）                                                                                        |
|      | Farmacode or Code 32                                                                         | Discrete               | Two           | 意大利 Pharmacode 成為-使用代碼39 （無國際標準）                                                    |
|      | Code39                                                                                       | Discrete               | Two           | 其他 - 國際標準ISO / IEC 16388                                                                      |
|      | Code49                                                                                       | Continuous             | Many          | 各個                                                                                                |
|      | Code93                                                                                       | Continuous             | Many          | 各個                                                                                                |
|      | Code128                                                                                      | Continuous             | Many          | 其他 - 國際標準ISO / IEC 15417                                                                      |
|      | CPC Binary                                                                                   | Discrete               | Two           | |
|      | DX film edge barcode                                                                         | Neither                | Tall/short    | Color print film                                                                                    |
|      | EAN-2                                                                                        | Continuous             | Many          | 插件代碼（雜誌）， GS1 -approved -不是自己的符號-要只用一個EAN / UPC根據ISO / IEC 15420使用         |
|      | EAN-5                                                                                        | Continuous             | Many          | 插件代碼（書）， GS1 -approved -不是自己的符號-要只用一個EAN / UPC根據ISO / IEC 15420使用           |
|      | EAN-8, 歐洲商品條碼                                                                          | Continuous             | Many          | 全球零售， GS1 -approved -國際標準ISO / IEC 15420                                                   |
|      | EAN-13, 歐洲商品條碼                                                                         | Continuous             | Many          | 全球零售， GS1 -approved -國際標準ISO / IEC 15420                                                   |
|      | Facing Identification Mark                                                                   | Discrete               | Two           | 美國郵政業務回復郵件                                                                                |
|      | GS1-128（前身為UCC/ EAN-128），誤稱為EAN·UCC的128和128構僅僅是128碼（ISO/ IEC15417）的應用。 | Continuous             | Many          | 各種，GS1批准 - 只是應用程序代碼128（ISO/ IEC15417）使用和mh10.8.2 AI的數據結構它不是一個獨立的符號 |
|      | GS1的的 DataBar 的前身縮減碼（RSS）                                                          | Continuous             | Many          | 各種，GS1批准                                                                                       |
|      | Intelligent Mail barcode                                                                     | Discrete               | 4 bar heights | 美國郵政服務，取代了 POSTNET 和 PLANET 符號（原名 OneCode ）                                        |
|      | ITF-14                                                                                       | Continuous             | Two           | 非零售包裝的水平，GS1批准-僅僅是一個交錯2/5碼（ISO/ IEC16390）和一些額外的規格，根據GS1通用規範     |
|      | JAN                                                                                          | Continuous             | Many          | 用於日本，類似和兼容EAN-13（ISO/ IEC15420）                                                         |
|      | 日本郵政條碼 barcode                                                                         | Discrete               | 4 bar heights | 日本郵政                                                                                            |
|      | KarTrak ACI                                                                                  | Discrete               | Coloured bars | 用於在北美鐵路車輛裝備                                                                              |
|      | MSI                                                                                          | Continuous             | Two           | 用於倉庫貨架和庫存                                                                                  |
|      | Pharmacode                                                                                   | Discrete               | Two           | 藥品包裝（無國際標準）                                                                              |
|      | PLANET                                                                                       | Continuous             | Tall/short    | 美國郵政服務（無國際標準）                                                                          |
|      | Plessey                                                                                      | Continuous             | Two           | 產品目錄，商店的貨架，庫存（無國際標準）                                                            |
|      | PostBar                                                                                      | Discrete               | 4 bar heights | 加拿大郵局                                                                                          |
|      | POSTNET                                                                                      | Discrete               | Tall/short    | 美國郵政服務（無國際標準）                                                                          |
|      | RM4SCC / KIX                                                                                 | Discrete               | 4 bar heights | 皇家郵政/PostNL                                                                                     |
|      | RM Mailmark C                                                                                | Discrete               | 4 bar heights | 皇家郵政                                                                                            |
|      | RM Mailmark L                                                                                | Discrete               | 4 bar heights | 皇家郵政                                                                                            |
|      | Telepen                                                                                      | Continuous             | Two           | 圖書館（英國）                                                                                      |
|      | 通用產品代碼                                                                                 | Continuous             | Many          | 全球零售，-GS1批准的國際標準ISO/ IEC15420                                                           |

### 矩陣（二維）條形碼
矩陣碼，也被稱為二維條碼或二維碼，是一种以二維矩陣呈现数字信息的方式。它類似於線性（一維）條碼，但可以表示更多數據。

## 外部連結
- EAN国际条形码会员国列表 （页面存档备份，存于）
- 在线条码生成 （页面存档备份，存于）
- 希创技术 （页面存档备份，存于）
- 在线条形码生成 （页面存档备份，存于）